# Faithful Darkness
Faithful Darkness (från 2004 Faithfull Darkness innan stavfelet rättades 2008) är ett metalband som bildades 2004 i Höganäs i nordvästra Skåne. 5 maj 2008 kom deras debutskiva In Shadows Lies Utopia som placerades på plats #41 på albumlistan i Sverige. Skivan har även släppts i England och Tyskland.

I september 2012 släpptes deras efterlängtade fullängdare Black Mirrors Reflection som tidigt uppmärksammats positivt av kritiker världen runt.
Faithful Darkness låg på skivbolaget Roastinghouse Records när In Shadows Lies Utopia släpptes och distribuerades i norden av Universal Music.

## Medlemmar
Nuvarande medlemmar
- Erik Nilsson – growl (2004– )
- Johan Aldgård – gitarr
- Joakim Strandberg-Nilsson – trummor (2010– )

Tidigare medlemmar
- Jimmy "Judas" Persson – gitarr, sång (?–2013) (grundare till Soilwork)
- John Svensson Renström – basgitarr (2004–2011)
- Martin Langen – trummor (2004–2009)
- Jesper Goude – keyboard (2004–2006)
- Andrea Green – keyboard (2006–2008)
- Richard Sjunnesson – growl (2011) (fd. Sonic Syndicate, numera The Unguided)
- Kåre Timmerman – growl (2009–2011), basgitarr (2011–2017)
- Jonathan Thorpenberg – gitarr, sång (2013–2017) (The Unguided)

Turnerande medlemmar
- Kåre Timmermann – basgitarr (2017– )
- Johan Reinholdz – gitarr (2017– )

## Diskografi
Demo
- Faithfull Darkness (2004)
- Faithfull Darkness II (2005)
- Alive (2006)
- Fields of Yesterday (2006)

Studioalbum
- In Shadows Lies Utopia (2008)
- Black Mirror's Reflection (2012)
- Archgod (2014	)

EP
- The Second Reflection (2013)

Singlar
- "An Ocean of Time" (2014)